# Tændsnor
Tændsnor (populært lunte), også kaldet langsomtbrændende tændsnor, anvendes til antændelse af almindelige detonatorer og kanonslag.
Tændsnoren er ca. 6 mm tyk. Yderst er der et sort eller brunligt vandfast plastlag. Inderst er en kerne af fint sortkrudt, der er beviklet med en garnomspinding.
Brændtiden er ca. en centimeter i sekundet. Tændsnor leveres i pakker med 7,4 meter. De første 15 cm afskæres med en skarp kniv og smides ud (der kan være trængt fugt ind i kernen), herefter opmåles 30 centimeter, hvor man tager tid på hvor lang tid der går fra antændelsen og til at gnisten kommer ud i den anden ende (lad være med at holde på tændsnoren under tidtagningen, den bliver så varm at plastiklaget deformeres). Tiden fra antændelse og til gnisten sprænger fra den anden ende skal være over 30 sekunder, normalt ligger den mellem 31 – 35 sekunder. Tid divideres med længden = sekunder/cm.